# چمن‌چکاو سینه‌سرخ
چمن‌چکاو سینه‌سرخ یا سیاه‌مرغ سینه‌سرخ (نام علمی: Sturnella militaris) نام یک گونه از سرده چمن‌چکاو است.